# What a Man
What a Man (englisch für „Was für ein Mann!“; auch bekannt als Whatta Man) ist ein Lied der US-amerikanischen Soulsängerin Linda Lyndell, das im Juni 1968 erschien. Bekanntheit erlangte das Lied auch durch kommerziell erfolgreiche Coverversionen von En Vogue und Salt ’n’ Pepa (März 1992) sowie von Lena Meyer-Landrut (August 2011).

## Entstehung und Veröffentlichung
Getextet, komponiert und produziert wurde das Lied alleine von David Crawford.
Die Erstveröffentlichung von What a Man erfolgte als Single im Juni 1968 bei Volt Records. Diese erschien als 7″-Single mit der B-Seite I Don’t Know (Katalognummer: VOA-4001). Im August 2002 erschien Lynns Originalversion als Teil des Soundtracks zu Der Super-Guru (Katalognummer: Island MCD 60081/063 291-2).

## Rezeption
Durch die öffentliche Wahrnehmung des Titels, wurde Lynn durch Mitglieder des Ku-Klux-Klan als Weiße, die schwarze Musik singt, angefeindet beziehungsweise bedroht und beendete daraufhin ihre Gesangskarriere. Sie sang den Titel erstmals wieder 2003 live zur Eröffnung des Stax-Museums in Memphis.

## Kommerzieller Erfolg
What a Man verfehlte die Singlecharts, konnte sich jedoch auf Rang 50 der US-amerikanischen R&B-Charts platzieren.

## Coverversionen

### En Vogue & Salt ’n’ Pepa
Im Jahr 1993 veröffentlichten die US-amerikanischen Band En Vogue und Salt ’n’ Pepa eine Coverversion zu What a Man. Diese entstand unter der Produktion von Hurby Azor, der zugleich auch Teile des Liedes abänderte, sodass er neben David Crawford als Urheber dieser Version aufgeführt wird.
Die Erstveröffentlichung dieser Version erfolgte am 24. März 1992 unter dem orthographisch abgewandelten Titel Whatta Man bei Atlantic Records und Eastwest, als Teil von En Vogues zweiten Studioalbum Funky Divas (Katalognummer: 7567-92310-2). Am 12. Oktober 1993 erschien das Lied zudem als Teil von Salt ’n’ Pepas vierten Studioalbum Very Necessary bei London Records (Katalognummer: 422 828 392-2). Am 2. Dezember 1993 erschien das Lied erstmals als Single. Diese erschien als CD-Maxi-Single in verschiedenen Ausführungen, die zumeist mehrere verschiedene Versionen des Liedes beinhalten. 
Zu Beginn des Films Der Prinz aus Zamunda 2 treten beide Gruppen damit am 'Hof von Zamunda' auf, der Text wurde dementsprechend zu What a King geändert. 

#### Chartplatzierungen
| ChartsChartplatzierungen       | Höchstplatzierung | Wochen |
| ------------------------------ | ----------------- | ------ |
| Deutschland (GfK)              | 39 (14 Wo.)       | 14     |
| Österreich (Ö3)                | 27 (2 Wo.)        | 2      |
| Vereinigte Staaten (Billboard) | 3 (29 Wo.)        | 29     |
| Vereinigtes Königreich (OCC)   | 7 (10 Wo.)        | 10     |

| ChartsJahrescharts (1994)      | Platzierung |
| ------------------------------ | ----------- |
| Vereinigte Staaten (Billboard) | 14          |

#### Auszeichnungen für Musikverkäufe
| Land/Region                  | Auszeichnungen für Musikverkäufe (Land/Region, Auszeichnung, Verkäufe) | Verkäufe |
| ---------------------------- | ---------------------------------------------------------------------- | -------- |
| Neuseeland (RMNZ)            | Gold                                                                   | 5.000    |
| Vereinigtes Königreich (BPI) | Silber                                                                 | 200.000  |
| Insgesamt                    | 1× Silber · 1× Gold ·                                                  | 205.000  |

### Lena Meyer-Landrut
2011 nahm die deutsche Sängerin Lena Meyer-Landrut eine unveränderte Coverversion zu What a Man auf, die unter der Produktion von Stefan Raab eingespielt wurde.
Die Erstveröffentlichung dieser Coverversion erfolgte am 26. August 2011 bei Polystar, als Teil des Soundtracks zum gleichnamigen Film Matthias Schweighöfers (Katalognummer: 06007 5335431). Am 2. September desselben Jahres erschien das Lied als Singleauskopplung bei We Love Music. Diese erschien als 2-Track-Single auf CD sowie zum Download (Katalognummer: 2781926). Das dazugehörige Musikvideo entstand unter der Regie von Wolf Gresenz. Am 16. September 2011 erschien es als Teil der sogenannten „Platin Edition“ von Meyer-Landruts zweiten Studioalbum Good News (Katalognummer: 2771458).
| ChartsChartplatzierungen | Höchstplatzierung | Wochen |
| ------------------------ | ----------------- | ------ |
| Deutschland (GfK)        | 21 (4 Wo.)        | 4      |

### Weitere Coverversionen
1969 erfolgte eine Neuaufnahme durch die US-amerikanische Soulsängerin Laura Lee, welche 1970 als 2-Track-Single zusammen mit dem Lied Separation Line (produziert von Dave Crawford für das Atlantic-Unterlabel Cotillion Records) und später auf dem Compilation-Album Only in America: Atlantic Soul Classics veröffentlicht wurde.
2008 erschien eine Liveaufnahme des Jason Miles’ Soul Summit mit der Jazz-Sängerin Maysa Leak und einem Saxophonsolo von Karl Denson (Album: Jason Miles presents Soul Summit Live at the Berks Jazz Fest).